# Besættelse (teaterstykke)
 For alternative betydninger, se Besættelse. (Se også artikler, som begynder med Besættelse)
Besættelse er et teaterstykke skrevet af Ann Sofie Oxenvad, som tager udgangspunkt i retsopgøret mod stikkeren Grethe Bartram umiddelbart efter befrielsen i 1945. 
Stykket havde urpremiere på Svalegangen i Århus 26. marts 2010 og blev instrueret af Lars Junggreen med scenografi af Gitte Baastrup. Stykket er baseret på retssagen mod Grethe Bartram. Rollen som Grethe Bartram skulle spilles af Karin Bang Heinemeier, men hun blev gravid, og i stedet blev hovedrollen spillet af Signe A. Mannov.